# Лезгинский язык
Лезги́нский язы́к (самоназвание: лезги чӏал, лезги мез) — язык лезгин, компактно проживающих в южной части Дагестана и на севере Азербайджана. Относится к лезгинской ветви нахско-дагестанской семьи языков гипотетической северокавказской надсемьи.
Лезгинский — один из шести «литературных» и государственных языков Дагестана, до XX в. являвшийся лингва франка Южного Дагестана. Только с XX века его заменил и значительно потеснил в сельской местности русский язык.
По переписи 2010 года лезгинским языком владели 473 173 человека в России, а на 2021 год — всего 287 878, из них в Дагестане — 255 783 человека.
Язык был включён ЮНЕСКО в список языков, находящихся под угрозой исчезновения.

## Лингвогеография

### Ареал и численность
Лезгинский язык распространён в южном Дагестане и северном Азербайджане, а также в некоторых сёлах внутри лезгинской диаспоры.

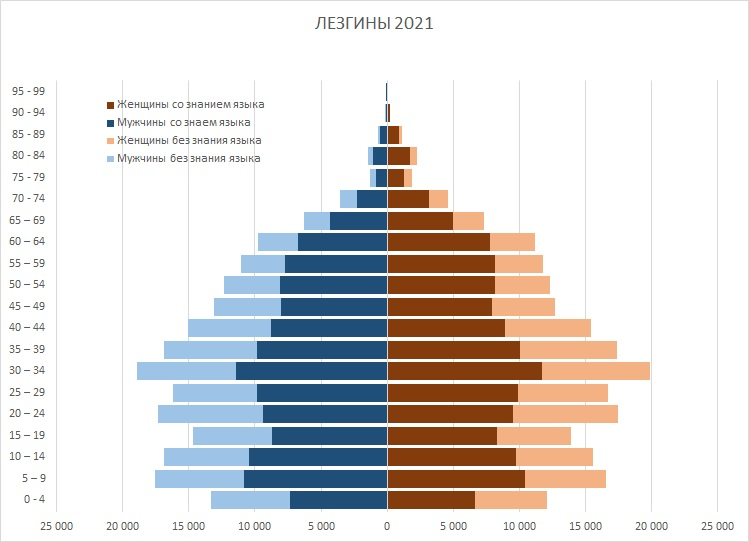
Возрастная пирамида лезгин с владением лезгинского разных возрастных групп по Республике Дагестан (2021)

#### Дагестан
Согласно переписи 2010 года, в Дагестане лезгинским языком владели 357 185 человек. Согласно переписи 2021 года, 181 333 человек в Дагестане указали лезгинский как свой родной язык, а всего им владеют 255 783 жителя региона. При этом из 12 754 сельских детей в возрасте до 4 лет лезгинским владели 9 793 ребёнка, а в городах из 12 683 лезгинских детей в возрасте до 4 лет лезгинским владели лишь 4 179 ребёнка. 
| \| Регион \| Число владеющих 2010[15][16] \| % \| Число владеющих 2020[16][17] \| % \| \| ------------------- \| ---------------------------- \| ------- \| ---------------------------- \| ------- \| \| Всего \| 537 485 \| 92,21% \| 423 383▼ \| 68,21% \| \| Дагестан \| 357 185 \| 92,72 % \| 255 783▼ \| 61,33 % \| \| Городское население \| 157 484 \| 89,44% \| 80 740▼ \| 37,49% \| \| Сельское население \| 200 955 \| 96,07% \| 175 043▼ \| 86,60% \| \| Азербайджан \| 180 300 \| 91,7% \| 167 600 ▼ \| 75,1% \| \| Городское население \| нет данных \| % \| нет данных \| % \| \| Сельское население \| нет данных \| % \| нет данных \| % \| |                      |         |                      |         |
| Регион | Число владеющих 2010 | %       | Число владеющих 2020 | %       |
| Всего | 537 485              | 92,21%  | 423 383▼             | 68,21%  |
| Дагестан | 357 185              | 92,72 % | 255 783▼             | 61,33 % |
| Городское население | 157 484              | 89,44%  | 80 740▼              | 37,49%  |
| Сельское население | 200 955              | 96,07%  | 175 043▼             | 86,60%  |
| Азербайджан | 180 300              | 91,7%   | 167 600 ▼            | 75,1%   |
| Городское население | нет данных           | %       | нет данных           | %       |
| Сельское население | нет данных           | %       | нет данных           | %       |

Доля носителей лезгинского языка в населении районов Дагестана

Согласно энциклопедическому справочнику «Ethnologue», число носителей лезгинского языка в Азербайджане составляло 364 тысячи на 2007 год. В Российской Федерации лезгинским языком в 2010 году, по данным переписи, владело 402 173 человек. В Азербайджане в 2009 году, по данным переписи, проживало 180 тыс. лезгин, однако учёный-этнодемограф Ариф Юнусов оценивает численность лезгинского населения в Азербайджане в 250—260 тыс. человек.
На лезгинском языке издаются книги и газеты (самая массовая в Дагестане — «Лезги газет», в Азербайджане — «Самур»).

#### Центральная Россия
В 2010 году из 88 482 человек лезгинским языком владели лишь 55 859 человек, а в 2020 году — всего 32 095 человек.
| Число владеющих 2010 | % от общего числа | Число владеющих 2020 | % от общего числа |
| -------------------- | ----------------- | -------------------- | ----------------- |
| 55 859               | 63%               | 32 095 ▼             | 36%               |

### В качестве лингва франка
Ещё в 50—60-х годах XX века старшее поколение агулов, табасаранцев и цахурцев, как правило, владело лезгинским языком, который выступал в роли койне в ареале этих народов лезгинской группы. В рутульских сёлах лезгинский язык не играл большой роли. Рутульцы общались с лезгинами на азербайджанском языке.
| Владение лезгинским лезгинскими народами (Южный Дагестан), 2010 г.                                                                        |                 |
| --- | --------------- |
| \| Народ \| Число владеющих \| \| ---------- \| --------------- \| \| Табасараны \| 3 777 \| \| Рутульцы \| 1 596 \| \| Агулы \| 1 154 \| |                 |
| Народ | Число владеющих |
| Табасараны | 3 777           |
| Рутульцы | 1 596           |
| Агулы | 1 154           |

Существует предположение, что лезгинский язык исторически выполнял роль лингва франка в пределах Южного Дагестана, и только с XX веке его заменил в городах и значительно потеснил в сельской местности русский язык.

## Классификация
Лезгинский язык относится к лезгинской группе нахско-дагестанской семьи кавказских языков.

### Диалекты
Лезгинский язык делится на 3 группы диалектов: кюринский, самурский и губинский. Имеются самостоятельные говоры: курушский, гилиярский, фийский, микрахский и гелхенский.

#### Кюринское наречие
Распространено в Сулейман-Стальском, Магарамкентском, Курахском и частично в Дербентском и Хивском районах Дагестана.
- Гюнейский диалект — лёг в основу литературного языка. Распространён в Дагестане, по левобережью нижнего течения реки Самур. В Магарамкентском, Сулейман-Стальском и Дербентском районах.
- Яркинский диалект — распространён в среднем течении реки Чирагчай. В северо-западной части Сулейман-Стальского района и юго-восточной части Хивского.
- Курахский диалект — распространён в бассейне реки Курах — Курахский район Дагестана.
- Гелхенский говор — распространён в верхнем течении реки Курах, в селении Гельхен на западе Курахского района.
- Гилиярский говор — распространён в селе Гильяр Магарамкентского района.

О кюринцах и кюринском наречии лезгинского языка П. К. Услар писал:
К югу от маасумства Табасаранского, страна до самого Самура называется Куьре — Кюре. По преданию, название это произошло оттого, что арабский правитель страны жил в ауле Куьрахуьр (КюрКент). Впрочем, это не подтверждается ничем положительным. Жители сами себя называют куьрегуь — кюринец, куьрегуьяр — кюринцы. Так называют их, с некоторыми видоизменениями выговора, и горные соседи. Язык свой называют они куьред чӏал.

#### Самурское наречие
Распространено в Ахтынском, Докузпаринском, Рутульском, Магарамкентском и Дербентском районах Дагестана, а также на севере Огузского района.
- Докузпаринский диалект — распространён в среднем течении реки Самур, в бассейне реки Усухчай. Докузпаринский район Дагестана, а также сопредельные районы Азербайджана.
- Ахтынский диалект — распространён в среднем течении реки Самур, в бассейне реки Ахтычай. Ахтынский район Дагестана, а также сопредельные районы Азербайджана.
- Фийский диалект — распространён в селе Фий Ахтынского района и у переселенцев в Огузском и Габалинском районах Азербайджанской Республики.
- Мазинский диалект — был ранее распространён в селе Маза Ахтынского района. На нём говорят мазинцы, переселившиеся в село Бут-казмаляр Магарамкентского района и в другие населённые пункты Республики Дагестан, а также в Огузский и Габалинский районы Азербайджанской Республики.
- Гутумский диалект — распространён в селе Гдым Ахтынского района. На нём говорят выходцы из этого села, переселившиеся главным образом в Магарамкентский район Республики Дагестан, а также в Азербайджанскую Республику.
- Курушский говор — распространён в долине реки Чехичай. Селение Куруш на юге Докузпаринского района Дагестана и Новый Куруш Хасавюртовского района Дагестана.
- Джабинский диалект — распространён в селении Джаба близ райцентра Ахты Ахтынского района Дагестана, а также в Габалинском районе Азербайджанской Республики.
- Говор Дашагиль-Фильфили — распространён в Огузском районе Азербайджана.

#### Губинское наречие
Губинское наречие лезгинского языка распространено в пределах Гусарского, на севере Губинского, Габалинского и Исмаиллинского, а также местами в Хачмазском и Огузском районах Азербайджана. В Дагестане — в правом нижнем бассейне р. Самур. Диалекты губинского наречия не изучены. В литературе упоминаются диалект кубинский (города Губа) и кузунский. Кубинское наречие подверглось сильному и заметному влиянию азербайджанского языка.
- губинский диалект — распространён в Губинском районе Азербайджана;
- кузунский диалект — распространён в Гусарском районе Азербайджана.

## История

### О названии
В дореволюционных источниках язык лезгин назывался лакзанским, лезгинским, однако с 80-х гг. XIX века по 20-е гг. XX века  условно обозначался как «кюринский язык» (это условное название дал барон П. К. Услар).
Об этом П. К. Услар писал:
«Ни язык в целости своей не называется кюринским, ни жители, на нём говорящие, не носят общего названия кюринцев. Во всяком случае, общее название необходимо. Мы принимаем условно, для языка название кюринского, а для жителей название — кюринцы».

## Письменность и алфавит
Письменность лезгинского языка на основе арабского алфавита не имела широкого распространения, как и созданная в 1928 году письменность на основе латинского алфавита. С 1938 года для письма на гюнейском диалекте кюринского наречия используется письменность на основе кириллицы:
| А а   | Б б   | В в | Г г | Гъ гъ | Гь гь | Д д   | Е е   | Ё ё   |
| Ж ж   | З з   | И и | Й й | К к   | Къ къ | Кь кь | КӀ кӀ | Л л   |
| М м   | Н н   | О о | П п | ПӀ пӀ | Р р   | С с   | Т т   | ТӀ тӀ |
| У у   | Уь уь | Ф ф | Х х | Хъ хъ | Хь хь | Ц ц   | ЦӀ цӀ | Ч ч   |
| ЧӀ чӀ | Ш ш   | Щ щ | Ъ ъ | Ы ы   | Ь ь   | Э э   | Ю ю   | Я я   |

- щ используются только в словах, заимствованных из русского языка, но произносится как ш;
- ё в литературном встречается в одном слове — ёъ (joʔ);
- ы (ə) очень часто встречаются в диалектах;
- ь — мягкий знак — фактически используются только в диграфах гь, хь, уь, кь; так как в лезгинском языке отсутствуют мягкие фонемы, даже в заимствованных словах он уже не пишется, например, автомобил, мултфилм.

Современная орфография действует с 1962 года. До 1962 года непридыхательные согласные /k/, /p/, /t/, /t͡s/, /t͡ʃ/ отображались удвоенными буквами, соответственно: кк, пп, тт, цц, чч, образуя такие пары, как ччил /t͡ʃil/ «земля» и чил /t͡ʃʰil/ «сеть». Всего существует как минимум 19 таких пар. В современной орфографии такие слова являются омографами: чил — одновременно /t͡ʃil/ «земля» и /t͡ʃʰil/ «сеть».

## Лингвистическая характеристика
Существительное в лезгинском языке имеет категории падежа (18) и числа. Исходной формой для образования косвенных падежей служит эргатив. Числительные делятся на количественные, порядковые, дробные и кратные (или разделительные). Глагол не изменяется по лицам и числам. Наклонений 7. Сложная система временных форм. Основные конструкции простого предложения: номинативная, эргативная и дативная.

### Фонетика и фонология
Звуковой состав литературного лезгинского языка: 6 гласных и 54 согласных фонем:
|              | Передние   | Передние | Задние |
| Неогублённые | Огублённые |          | Задние |
| ------------ | ---------- | -------- | ------ |
| Верхний      | /i/ и      | /y/ уь   | /u/ у  |
| Средний      | /e/ э, е   |          |        |
| Нижний       | /æ/ я      |          | /a/ а  |

|               |                | Губные  | Зубные   | Зубные     | Альвеолярные | Палатальные | Велярные | Велярные   | Увулярные | Увулярные | Глоттальные |
| простой       | лабиал.        | Губные  | простой  | лабиал.    | Альвеолярные | Палатальные | простой  | лабиал.    |           |           | Глоттальные |
| ------------- | -------------- | ------- | -------- | ---------- | ------------ | ----------- | -------- | ---------- | --------- | --------- | ----------- |
| Носовые       | Носовые        | /m/ м   | /n/ н    |            |              |             |          |            |           |           |             |
| Взрывные      | Звонкие        | /b/ б   | /d/ д    |            |              |             | /g/ г    | /gʷ/ гв    |           |           |             |
| Взрывные      | Глухие         | /p/ п   | /t/ т    | /tʷ/ тв    |              |             | /k/ к    | /kʷ/ кв    | /q/ къ    | /qʷ/ къв  | /ʔ/ ъ       |
| Взрывные      | Придыхательные | /pʰ/ п  | /tʰ/ т   | /tʷʰ/ тв   |              |             | /kʰ/ к   | /kʷʰ/ кв   | /qʰ/ хъ   | /qʷʰ/ хъв |             |
| Взрывные      | Абруптивные    | /pʼ/ пӀ | /tʼ/ тӀ  | /tʷʼ/ тӀв  |              |             | /kʼ/ кӀ  | /kʷʼ/ кӀв  | /qʼ/ кь   | /qʷʼ/ кьв |             |
| Аффрикаты     | Звонкие        |         | (/dz/ з) |            |              |             |          |            |           |           |             |
| Аффрикаты     | Глухие         |         | /t͡s/ ц   | /t͡sʷ/ цв   | /t͡ʃ/ ч       |             |          |            |           |           |             |
| Аффрикаты     | Придыхательные |         | /t͡sʰ/ ц  | /t͡sʷʰ/ цв  | /t͡ʃʰ/ ч      |             |          |            |           |           |             |
| Аффрикаты     | Абруптивные    |         | /t͡sʼ/ цӀ | /t͡sʷʼ/ цӀв | /t͡ʃʼ/ чӀ     |             |          |            |           |           |             |
| Фрикативные   | Звонкие        | /v/ в   | /z/ з    | /zʷ/ зв    | /ʒ/ ж        |             |          |            | /ʁ/ гъ    | /ʁʷ/ гъв  |             |
| Фрикативные   | Глухие         | /f/ ф   | /s/ с    | /sʷ/ св    | /ʃ/ ш        |             | /x/ хь   | (/xʷ/ хьв) | /χ/ х     | /χʷ/ хв   | /h/ гь      |
| Аппроксиманты | Аппроксиманты  |         | /l/ л    |            | (/dʒ/ ж)     | /j/ й       |          | /w/ в      |           |           |             |
| Дрожащие      | Дрожащие       |         | /r/ р    |            |              |             |          |            |           |           |             |

## Лезгинская Википедия
Существует раздел Википедии на лезгинском языке («Лезгинская Википедия»), первая правка в нём была сделана в 2011 году. По состоянию на 1:44 (UTC) 19 августа 2025 года раздел содержит 4437 статей (общее число страниц — 14 779); в нём зарегистрировано 12 123 участника, трое из них имеют статус администратора; 22 участника совершили какие-либо действия за последние 30 дней; общее число правок за время существования раздела составляет 97 144.

### Словари
- Гаджиев М., Талибов Б. Лезгинско-русский словарь. — 1966. Содержит около 14000 слов.
- Гюльмагомедов А.Г. Лезгинский словарь. — Махачкала, 2003. Содержит около 12700 слов.
- Юзбекова С.Б., Абдулмуталибова Н. Ш. Русско-лезгинский словарь. — Махачкала. Содержит 40000 слов.
- Гаджиев М. М. Русско-лезгинский словарь. — Махачкала, 1950. Содержит 35000 слов.